# Bagan Bhakti
Bagan Bhakti is een bestuurslaag in het regentschap Rokan Hilir van de provincie Riau, Indonesië. Bagan Bhakti telt 1538 inwoners (volkstelling 2010).